# Eatonton
Eatonton is een plaats (city) in de Amerikaanse staat Georgia, en valt bestuurlijk gezien onder Putnam County.

## Demografie
Bij de volkstelling in 2000 werd het aantal inwoners vastgesteld op 6764.
In 2006 is het aantal inwoners door het United States Census Bureau geschat op 6732, een daling van 32 (-0.5%).

## Geografie
Volgens het United States Census Bureau beslaat de plaats een oppervlakte van
53,5 km², waarvan 53,2 km² land en 0,3 km² water. Eatonton ligt op ongeveer 159 m boven zeeniveau.

## Plaatsen in de nabije omgeving
De onderstaande figuur toont nabijgelegen plaatsen in een straal van 36 km rond Eatonton.

## Geboren in Eatonton
- Alice Walker (1944), schrijfster en feministe